# San Zenone degli Ezzelini
Pour les articles homonymes, voir San Zeno.
San Zenone degli Ezzelini est une commune italienne de la province de Trévise dans la région Vénétie en Italie.

## Administration
| Période                                  | Période | Identité | Étiquette | Qualité |
| ---------------------------------------- | ------- | -------- | --------- | ------- |
|                                          |         |          |           |         |
| Les données manquantes sont à compléter. |         |          |           |         |

### Communes limitrophes
Borso del Grappa, Crespano del Grappa, Fonte, Loria, Mussolente, Riese Pio X

## Personnalités
- Alberico da Romano (1196 - 1260), condottiere e troubadour italien
- Elisabetta Tasca (1899-1978), mère de famille, vénérable catholique